# 高晓宇
高晓宇（1938年7月15日—2022年5月22日），曾用名高孝禹，男，汉族，云南会泽人，中华人民共和国天体物理学家、政治人物，云南大学宇宙线研究所所长、教授，云南省人大常委会原副主任，中国民主同盟中央委员会原常务委员，第九、十届全国政协委员。